# Vrskmaň
Vrskmaň település Csehországban, Chomutovi járásban. Vrskmaň Most, Jirkov, Vysoká Pec, Pesvice, Strupčice, Otvice és Malé Březno településekkel határos. Lakosainak száma 346 fő (2024. január 1.).

## Népesség
A település lakosságának változását az alábbi diagram mutatja:
| Lakosok száma | 1319 | 1977 | 2631 | 1940 | 264  | 237  | 285  | 312  | 311  | 346  |
|               | 1869 | 1900 | 1921 | 1961 | 1980 | 2011 | 2016 | 2019 | 2021 | 2024 |